# Dušan Tadić
Dušan Tadić (Servisch: Душан Тадић) (Bačka Topola, 20 november 1988) is een Servisch profvoetballer die doorgaans als vleugelspeler uitkomt. Tadić maakte in 2011 zijn debuut als international voor Servië.

## Clubcarrière

### FK Vojvodina
Tadić speelde in zijn jeugdjaren voor de clubs AIK Bačka Topola en FK Vojvodina. Bij die laatstgenoemde club debuteerde hij in 2006 in het betaalde voetbal. In totaal speelde hij 107 wedstrijden voor Vojvodina en daarin vond hij 29 keer het net. Hij was ook aanvoerder van Servië -21 en was tevens basisspeler in de Servische ploeg, die in 2008 was vertegenwoordigd op de Olympische Spelen in Beijing. Daar werd de selectie onder leiding van bondscoach Miroslav Đukić uitgeschakeld in de groepsronde na nederlagen tegen Ivoorkust (2-4) en Argentinië (0-2) en een gelijkspel tegen Australië (1-1). Uiteindelijk kon Tadić hogerop en hij kon kiezen uit clubs uit onder andere Spanje, Rusland of Frankrijk voor een goed salaris, maar in 2010 maakte hij de overstap naar FC Groningen in Nederland.

### FC Groningen

#### 2010/2011

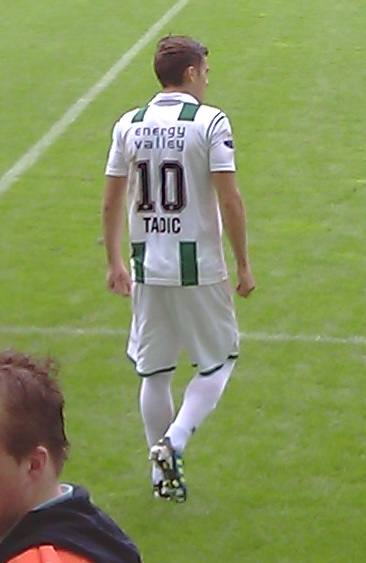
Tadić in actie voor Groningen.

Op 8 juni 2010 tekende Tadić een driejarig contract met een optie voor nog twee seizoenen. Manager Henk Veldmate was erg tevreden met de aankoop van de jonge speler uit Servië. “Tadić is een voetballer, die precies in het profiel en het beleid van de club past. Hij is een jonge, talentvolle speler, die zich bij FC Groningen nog verder kan ontwikkelen." Tadić was zelf ook blij met de overstap richting Groningen. Hij verkoos Groningen boven clubs uit Duitsland, Spanje, Rusland en Italië. Op 8 augustus 2010 maakte Tadić zijn debuut bij FC Groningen, dit tegen Ajax (2-2), en werd gelijk door de supporters uitgeroepen tot Man of the Match en gaf de belangrijke assist die tot de gelijkmaker leidde. In de competitiewedstrijden tegen AZ en de Graafschap speelde hij goed maar pakte hij, net zoals tegen Ajax, een gele kaart. Naarmate het seizoen vorderde ging het uiteindelijk steeds beter en begon Tadić meer te wennen aan het voetbal dat er in Nederland gespeeld werd en de manier waarop de scheidsrechters in Nederland fluiten.
Hij vormde in zijn eerste seizoen bij Groningen aan de linkerkant van het veld een opmerkelijk duo met teamgenoot Fredrik Stenman. "Dušan brengt wat extra's. Hij is een slimme speler. Hij kan de bal vasthouden en als ik achter hem langs kom kan hij hem op het juiste moment afspelen.", aldus Stenman zelf in het Dagblad van het Noorden. Dit blijkt ook uit de vele assists van Tadić in zijn eerste seizoen bij Groningen. Ook de media ziet snel dat de combinatie Stenman-Tadić aan de linkerkant erg effectief is tijdens wedstrijden. Velen vinden dan ook dat de linkerkant van Groningen misschien wel een van de betere linkerkanten is uit de Eredivisie dat seizoen, maar vooral Tadić zelf valt op vanwege zijn perfecte voorzetten en onvoorspelbare acties op het veld. In zijn eerste seizoen bij FC Groningen werd hij gelijk de speler met de meeste assists (17) van de Eredivisie in het seizoen 2010/2011 en scoorde hij 7 goals. Ook speelde hij in alle 34 competitiewedstrijden mee in het shirt van FC Groningen. In totaal kwam Tadić, in alle wedstrijden (inclusief play-offs), dit seizoen tot 22 assists. Dat is net zoveel als Barcelona-speler Lionel Messi. Alleen Madrid-speler Mesut Özil (24) deed het beter dit seizoen van alle Europese competities.
Tadić haalde met Groningen in zijn eerste seizoen bijna Europees voetbal. Na een teleurstellende 1-5 nederlaag tegen ADO Den Haag in de finale van de play-offs uit (met weer een assist) werd het voor Tadić en Groningen thuis een onmogelijke opgave. Maar FC Groningen knokte zich thuis in de tweede wedstrijd terug, mede door weer één assist van Tadić op Tim Matavž. Uiteindelijk werd het 5-1 in reguliere speeltijd en, na verlenging, moesten strafschoppen uitmaken wie Europees voetbal mocht spelen. Dusan Tadić benutte zijn strafschop, maar na de gemiste strafschop van Matavz pakte ADO Den Haag uiteindelijk toch het Europa League-ticket.

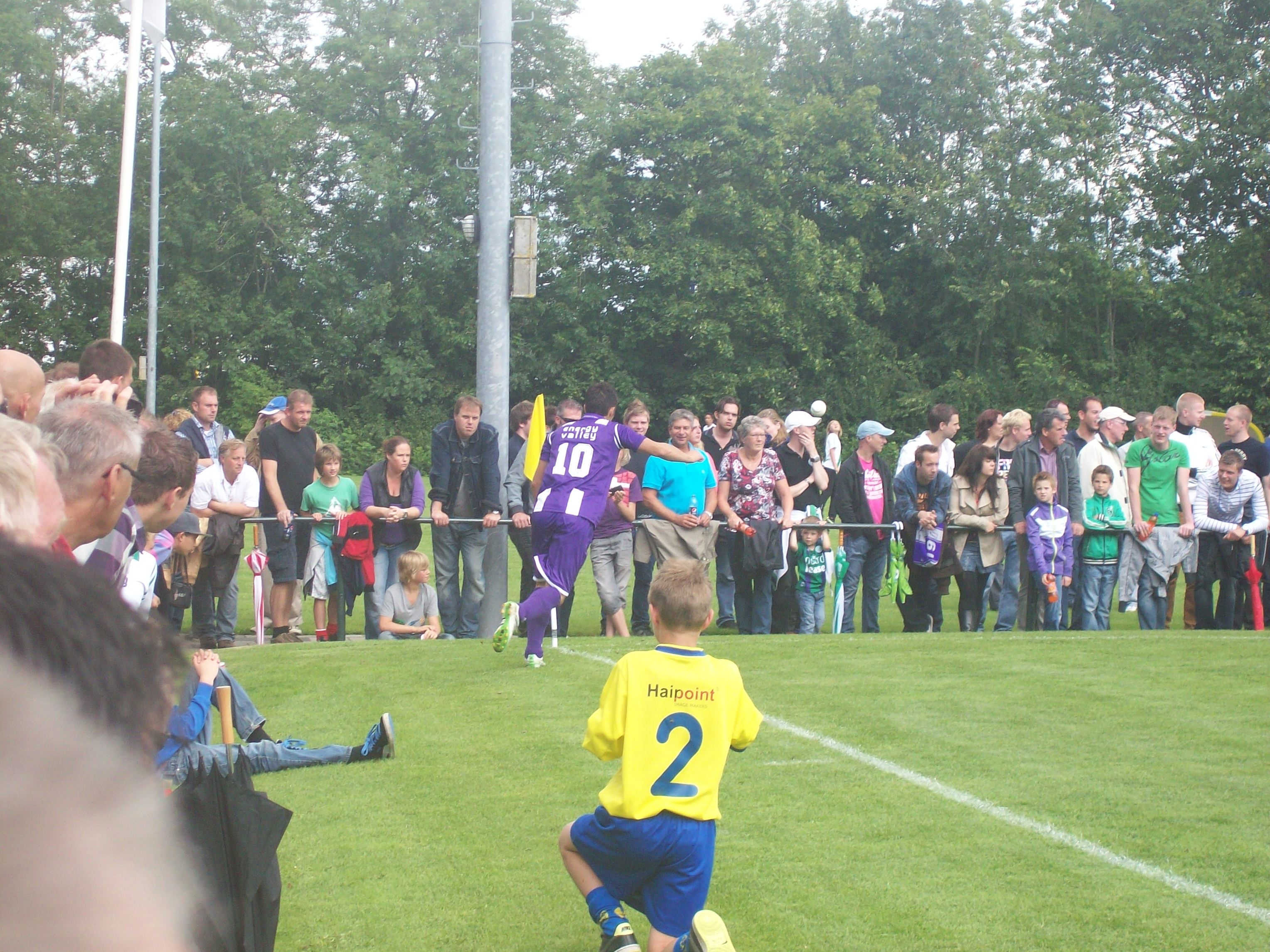
Dušan Tadić neemt een corner tijdens de oefenwedstrijd FC Groningen – Beerschot AC (9 juli 2011)

#### 2011/2012
Op 31 augustus 2011 deed FC Twente een bod op Tadić, maar dit bod werd afgewezen. Na de transfer van Tim Matavz was het niet acceptabel dat er nog een toonaangevende speler zou vertrekken.
Door de verkoop van Stenman kwam er dit seizoen een einde aan het succesvolle koppel Tadić-Stenman aan de linkerflank. Ook in dit seizoen was Tadić een toonaangevende speler bij de club uit Groningen. In verhouding met het aantal assists vond Tadić, mogelijk door het vertrek van Matavž, zelf vaker het doel ten opzichte van het vorige seizoen. Op 31 oktober werd Tadić uitgeroepen tot speler van de week door zijn aandeel in de 6-0-overwinning op Feyenoord.

### FC Twente
In het seizoen 2011/12 gingen FC Groningen en FC Twente nieuwe onderhandelingen aan over de overgang van Tadić. Op 10 april 2012 werd bekendgemaakt dat Tadić de overgang ging maken naar FC Twente. Tadić zette op 8 mei 2012 zijn handtekening onder een driejarig contract, met een optie voor nog twee seizoenen. Met de transfer zou zo'n 7,7 miljoen euro zijn gemoeid
Tadic beleeft bij Twente twee succesvolle seizoenen, waarin hij goed is voor 28 doelpunten en 27 assists. In seizoen 2013/14 is hij met 14 assists, evenals in 2010/2011, opnieuw de speler in de Eredivisie met de meeste assists.
In de zomer van 2014 vindt een transfer plaats naar Southampton. FC Twente betaalde hierbij commissiegelden aan de zaakwaarnemer van Tadic, maar hield dit buiten de boeken, en ontdook daarmee belasting. In 2018 werd vastgesteld dat Twente een naheffing van 2,9 miljoen aan de belastingdienst moet betalen.

### Southampton
Op 8 juli 2014 tekende Tadić een vierjarig contract bij Southampton. Er werd naar verluidt 14 miljoen euro betaald aan FC Twente. Bij Southampton beleeft Tadic vier succesvolle seizoenen, waarin hij zeer veel speelt, en bij veel goals betrokken is. In de eerste twee seizoenen is Ronald Koeman zijn trainer.
Tadić had de mogelijkheid om in Engeland te blijven voetballen, maar koos ervoor om naar Ajax te gaan. Tadić wilde graag de mogelijkheid hebben om in de UEFA Champions League te kunnen spelen en een andere reden om te vertrekken was de zware, fysieke belasting in de Premier League .

### Ajax

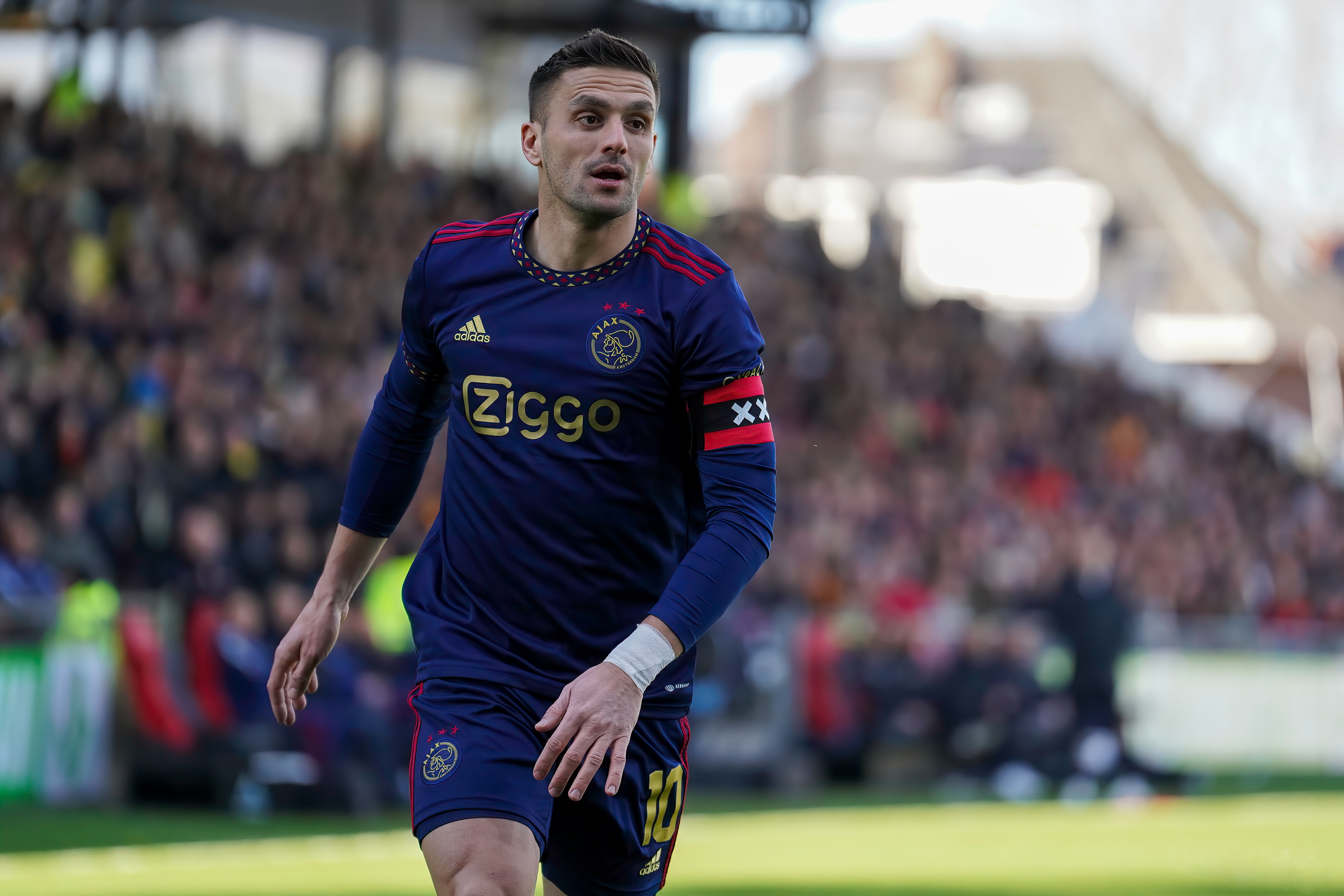
Tadić als captain van Ajax in 2023

Tadić tekende in juni 2018 een vierjarig contract bij Ajax, dat hem voor 11,4 miljoen euro overnam van Southampton. Dat kreeg daarbij tot 2,3 miljoen euro extra aan eventuele bonussen in het vooruitzicht. Hij eiste bij zijn overgang rugnummer 10 op, hetgeen door de clubleiding van Ajax werd gehonoreerd en ten koste ging van Hakim Ziyech. Die ging verder met rugnummer 22.
De transfer naar Ajax pakt goed uit, en zou leiden tot het beste seizoen in de carrière van Tadić. Bij Ajax wordt hij ervaren als een nuttige aankoop, die niet alleen een hoog rendement heeft, maar ook ervaring toevoegt aan het elftal. Hij heeft voetballend een goede klik met Hakim Ziyech. Hij speelt meestal als linksbuiten, maar soms ook als aanvallende middenvelder of centrumspits. De opstelling van Ajax met Tadić in de spits wordt aanvankelijk alleen gehanteerd in de Champions League, en daarom de Champions League-variant genoemd. Voor het eerst in zijn carrière speelt Tadić in de Champions League. Dit verloopt zeer succesvol en eindigt pas in de halve finale. Na de achtste finale heeft hij al 6 goals en 4 assists op zijn naam. Ook creëert hij veel kansen voor zijn ploeggenoten. Voor zijn bijzonder sterke optreden in de uitwedstrijd op 5 maart tegen Real Madrid beoordelen de Franse sportkranten L'Équipe en France Football Tadic met het uitzonderlijke cijfer 10. Tadic zelf noemde dit de beste wedstrijd die hij ooit speelde. De UEFA kiest hem bij de 20 beste spelers van het Champions-League seizoen. Tadic wint zowel de KNVB Beker als de landstitel. Dit is de eerste landstitel in zijn carrière. Met 28 goals wordt hij gedeeld topscorer van de Eredivisie en bovendien geeft hij de meeste assists. Hierdoor is hij de Most Valuable Player in de Eredivisie. Tadić verlengde in juli 2019 zijn contract bij Ajax tot medio 2026, met als bedoeling om na 2023 verder te gaan als trainer in opleiding.

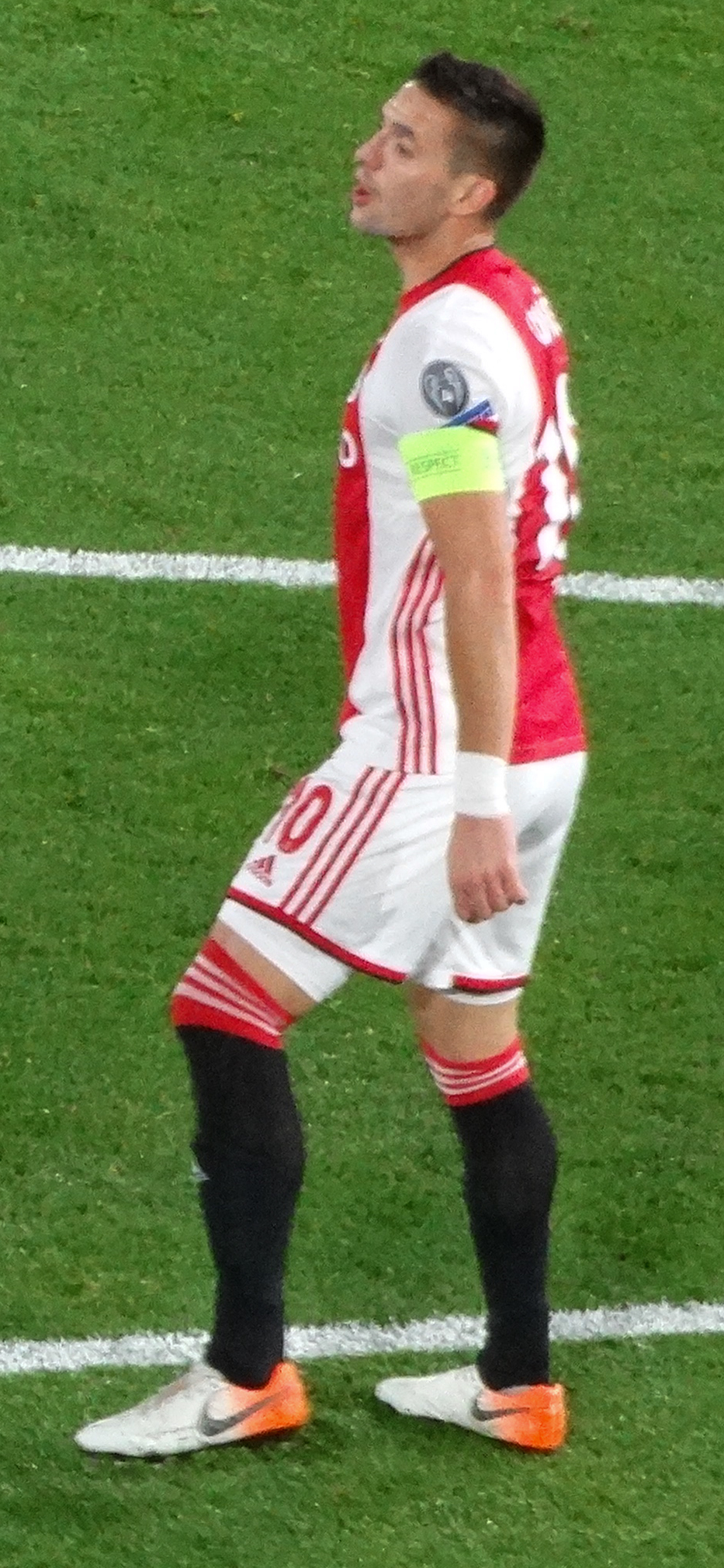
Tadić in het shirt van Ajax tijdens Chelsea FC – Ajax (4-4) op 5 november 2019

Aan het begin van het seizoen 2019/20 krijgt Tadić de aanvoerdersband na het vertrek van Matthijs de Ligt. In oktober maakt France Football bekend dat Tadić behoort tot de 30 spelers die zijn genomineerd voor de Ballon d'Or. Hij eindigt op positie 20. In december plaatst The Guardian Tadic op positie 27 in de lijst van 100 beste mannelijke voetballers in de wereld. Tadic is tevreden bij Ajax en stelt: Ik denk dat Ajax mij nodig had en ik Ajax. Ik denk dat we elkaar echt gevonden hebben. Tijdens dit seizoen speelde hij vaker als spits, dan als buitenspeler.
In seizoen 2020/21 speelde hij minder dan in het voorgaande seizoen als spits, en vaker als linksbuiten. Op 20 september 2020 speelde Tadić zijn honderdste officiële wedstrijd voor Ajax. Tijdens deze wedstrijden maakte hij 55 doelpunten en gaf hij 44 assists. Aan het einde van het seizoen werd hij door de supporters gekozen tot Ajacied van het jaar, en kreeg hiervoor de Rinus Michels Award. Bovendien kreeg hij de Gouden schoen voor zijn verkiezing tot Nederlands voetballer van het jaar.
Op 24 oktober van seizoen 2021/22 scoorde Tadić zijn honderdste doelpunt in de Eredivisie door het maken van de 5–0 tegen PSV. Met Ajax won hij alle zes wedstrijden in de poulefase van de UEFA Champions League. In december plaatste The Guardian Tadic, na een jaar afwezigheid in deze lijst, hem op positie 89 van de lijst van beste voetballers in de wereld. In het kalenderjaar 2021 gaf Tadic maar liefst 35 assists, waarvan 29 voor Ajax en zes voor het nationale elftal van Servië. Op 30 april speelde hij zijn 124ste competitiewedstrijd op rij, waarmee hij het oude clubrecord van Gert Bals verbrak.
In seizoen 2022/23 kreeg Tadić nieuwe concurrentie van Steven Bergwijn op de positie van linksbuiten, en van Brian Brobbey als spits. Hierdoor startte hij het seizoen op de positie achter de spits (nummer 10-positie), of als rechtsbuiten. Als rechtsbuiten beleefde hij in het begin van de competitie zijn eerste slechte periode sinds zijn komst bij Ajax, waarna coach Alfred Schreuder hem weer terugplaatste op de linksbuiten positie. Op 3 september speelde hij zijn tweehonderdste wedstrijd voor Ajax. Sinds zijn komst naar Amsterdam in 2018 miste Tadic geen enkel competitieduel. Na de start van interim-coach John Heitinga eind januari werd Tadić ook weer als centrumspits ingezet. Op 19 februari 2023 maakte hij tegen Sparta zijn honderdste doelpunt voor Ajax.

### Fenerbahçe

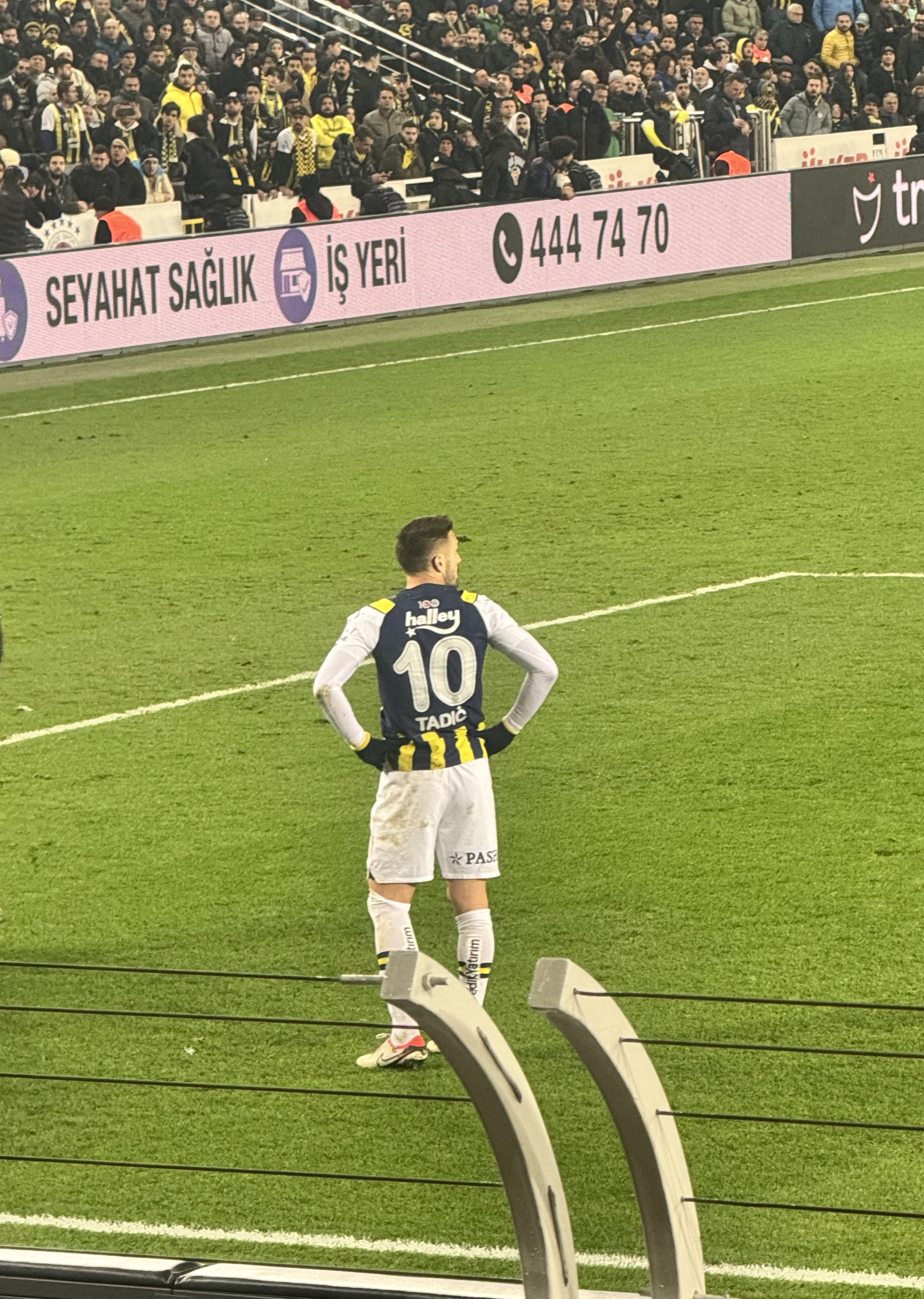
Dušan Tadić, Fenerbahçe v. Ankaragücü (28.01.2024).

Op 16 juli 2023 tekende Tadić een tweejarig contract bij Fenerbahçe.

## Clubstatistieken
| Seizoen        | Club           | Competitie         | Competitie | Competitie | Competitie | Beker | Beker | Beker | Continentaal1 | Continentaal1 | Continentaal1 | Overig2 | Overig2 | Overig2 | Totaal | Totaal | Totaal |
| Seizoen        | Club           | Competitie         | Wed.       | Dlp.       | Ass.       | Wed.  | Dlp.  | Ass.  | Wed.          | Dlp.          | Ass.          | Wed.    | Dlp.    | Ass.    | Wed.   | Dlp.   | Ass.   |
| -------------- | -------------- | ------------------ | ---------- | ---------- | ---------- | ----- | ----- | ----- | ------------- | ------------- | ------------- | ------- | ------- | ------- | ------ | ------ | ------ |
| 2006/07        | FK Vojvodina   | Meridian Superliga | 23         | 3          | 0          | 0     | 0     | 0     | —             | —             | —             | —       | —       | —       | 23     | 3      | 0      |
| 2007/08        | FK Vojvodina   | Meridian Superliga | 28         | 7          | 3          | 1     | 1     | 0     | 3             | 0             | 0             | —       | —       | —       | 32     | 8      | 3      |
| 2008/09        | FK Vojvodina   | Meridian Superliga | 29         | 9          | 5          | 0     | 0     | 0     | 2             | 0             | 0             | —       | —       | —       | 31     | 9      | 5      |
| 2009/10        | FK Vojvodina   | Meridian Superliga | 27         | 10         | 9          | 0     | 0     | 0     | 2             | 1             | 0             | —       | —       | —       | 29     | 11     | 9      |
| 2010/11        | FC Groningen   | Eredivisie         | 34         | 7          | 18         | 3     | 0     | 0     | —             | —             | —             | 4       | 0       | 4       | 41     | 7      | 22     |
| 2011/12        | FC Groningen   | Eredivisie         | 34         | 7          | 10         | 1     | 0     | 0     | —             | —             | —             | —       | —       | —       | 35     | 7      | 10     |
| 2012/13        | FC Twente      | Eredivisie         | 33         | 12         | 15         | 1     | 0     | 0     | 13            | 3             | 6             | 4       | 1       | 1       | 51     | 16     | 22     |
| 2013/14        | FC Twente      | Eredivisie         | 33         | 16         | 14         | 1     | 0     | 0     | 0             | 0             | 0             | —       | —       | —       | 34     | 16     | 14     |
| 2014/15        | Southampton    | Premier League     | 31         | 4          | 8          | 6     | 1     | 1     | —             | —             | —             | 0       | 0       | 0       | 37     | 5      | 9      |
| 2015/16        | Southampton    | Premier League     | 34         | 8          | 13         | 3     | 0     | 1     | 3             | 1             | 0             | —       | —       | —       | 40     | 9      | 14     |
| 2016/17        | Southampton    | Premier League     | 33         | 3          | 6          | 6     | 0     | 1     | 5             | 0             | 1             | —       | —       | —       | 44     | 3      | 8      |
| 2017/18        | Southampton    | Premier League     | 36         | 6          | 3          | 5     | 1     | 0     | —             | —             | —             | —       | —       | —       | 41     | 7      | 3      |
| 2018/19        | Ajax           | Eredivisie         | 34         | 28         | 14         | 4     | 1     | 2     | 18            | 9             | 8             | 0       | 0       | 0       | 56     | 38     | 24     |
| 2019/20        | Ajax           | Eredivisie         | 25         | 11         | 15         | 4     | 2     | 3     | 12            | 3             | 3             | 1       | 0       | 0       | 42     | 16     | 21     |
| 2020/21        | Ajax           | Eredivisie         | 34         | 14         | 18         | 5     | 3     | 2     | 12            | 5             | 5             | 0       | 0       | 0       | 51     | 22     | 25     |
| 2021/22        | Ajax           | Eredivisie         | 34         | 13         | 19         | 3     | 1     | 2     | 7             | 2             | 0             | 1       | 0       | 1       | 45     | 16     | 22     |
| 2022/23        | Ajax           | Eredivisie         | 34         | 11         | 18         | 5     | 2     | 2     | 7             | 0             | 1             | 1       | 0       | 0       | 47     | 13     | 21     |
| 2023/24        | Fenerbahçe     | Süper Lig          | 38         | 10         | 14         | 2     | 0     | 0     | 16            | 6             | 2             | 0       | 0       | 0       | 56     | 16     | 16     |
| 2024/25        | Fenerbahçe     | Süper Lig          | 35         | 11         | 14         | 2     | 0     | 0     | 16            | 2             | 4             | 0       | 0       | 0       | 53     | 13     | 18     |
| 2025/26        | Al-Wahda       | UAE Pro League     | 0          | 0          | 0          | 0     | 0     | 0     | 0             | 0             | 0             | 0       | 0       | 0       | 0      | 0      | 0      |
| Carrièretotaal | Carrièretotaal | Carrièretotaal     | 609        | 190        | 216        | 52    | 12    | 14    | 116           | 32            | 30            | 11      | 1       | 6       | 788    | 235    | 266    |

Bijgewerkt tot en met het seizoen 2024/25.

## Interlandcarrière
Tadić maakte deel uit van de Servische selectie die onder leiding van bondscoach Mladen Krstajić deelnam aan de WK-eindronde 2018 in Rusland. Daar kwam de ploeg niet verder dan de groepsfase, na een overwinning op Costa Rica (1-0) en nederlagen tegen achtereenvolgens Zwitserland (1-2) en Brazilië (0-2). Tadić kwam in alle drie de WK-duels van Servië in actie.

## Erelijst
Als speler

| Competitie           | Aantal | Jaren                     |
| Ajax                 | Ajax   | Ajax                      |
| -------------------- | ------ | ------------------------- |
| Eredivisie           | 3x     | 2018/19, 2020/21, 2021/22 |
| KNVB Beker           | 2x     | 2018/19, 2020/21          |
| Johan Cruijff Schaal | 1x     | 2019                      |

Individueel
- FC Groningen C1000 Speler van het Jaar (2011)
- Meeste assists Eredivisie (2010/2011): 22 assists (inclusief Play-offs & Beker)
- Topscorer Eredivisie 2018/19 (28 doelpunten, gedeeld met Luuk de Jong)
- Club van 100 (Ajax) : 241W (2018-2023)
- Telegraaf Speler van het jaar (Gouden schoen) Eredivisie 2020/21

## Privé
Tadić werd in 2013 vader van een zoon.